# Mouna Chebbah
Mouna Chebbah (* 8. Juli 1982 in Mahdia, Tunesien) ist eine tunesische Handballspielerin.

## Karriere
Chebbah spielte anfangs für die tunesischen Vereine ASF Mahdia und AS Ennour Ariana. Ab dem Jahr 2005 lief sie für den französischen Erstligisten ESBF Besançon auf. Mit Besançon stand die Rückraumspielerin in ihrer ersten Saison im Viertelfinale des Europapokals der Pokalsieger, unterlag dort jedoch gegen den ungarischen Verein Győri ETO KC. Im Sommer 2008 wechselte sie zum dänischen Erstligisten Team Esbjerg. Nach zwei Jahren in Esbjerg unterzeichnete sie einen Vertrag beim Ligarivalen Viborg HK. Mit Viborg gewann sie 2014 den Europapokal der Pokalsieger sowie die dänische Meisterschaft. Ab der Saison 2014/15 lief sie für den französischen Erstligisten Handball Cercle Nîmes auf. Im Sommer 2016 wechselte sie zum Ligakonkurrenten Chambray Touraine Handball. Mit 180 Treffern in der Saison 2014/15 sowie mit 148 Treffern in der Saison 2016/17 gewann sie jeweils die Torschützenkrone der französischen Liga. Im Sommer 2019 schloss sie sich Sun A.L. Bouillargues an. Nachdem Chebbah nach der Saison 2021/22 ihre Karriere beendet hatte, entschloss sie sich im September 2022 ihre Karriere beim türkischen Erstligisten Kastamonu Belediyesi GSK fortzusetzen. Mit Kastamonu gewann sie 2023 die türkische Meisterschaft. Im Sommer 2023 wechselte sie zum Ligakonkurrenten Yalıkavak Spor Kulübü. Zur Saison 2024/25 schloss sie sich der Frauenmannschaft von USAM Nîmes Gard, die in der dritthöchsten Spielklasse antritt.
Chebbah nahm mit der tunesischen Nationalmannschaft an der Weltmeisterschaft 2009 teil. Hier belegte die Rechtshänderin mit insgesamt 58 Treffern den 4. Platz in der Torschützenliste. 2010 belegte Chebbah mit Tunesien den 2. Platz bei den Afrikameisterschaften und wurde anschließend zur besten Spielerin des Turniers gekürt. 2014 gewann sie die Afrikameisterschaft.